# Drogosze
Drogosze (Duits: Dönhoffstädt) is een dorp in de Poolse woiwodschap Ermland-Mazurië. De plaats maakt deel uit van de gemeente Barciany en telt 120 inwoners.
In het dorp staat het barokke slot Schloss Dönhoffstädt.